# Thelaira ghanii
Thelaira ghanii är en tvåvingeart som beskrevs av Louis-Paul Mesnil 1968. Thelaira ghanii ingår i släktet Thelaira och familjen parasitflugor.
Artens utbredningsområde är Pakistan. Inga underarter finns listade i Catalogue of Life.